# 夏應元
夏應元（1506年—？年），字體仁，號弦齋，直隸河間府景州人，明朝政治人物。

## 生平
嘉靖十年（1531年），辛卯順天府鄉試第六十二名舉人，嘉靖十一年（1532年）聯捷壬辰科会试二百五十五名，廷试三甲二百十七名進士。观通政司政，授河南道監察御史，未就任而卒。

## 親屬
曾祖夏通，河泊所大使；祖夏銊；父夏商；母王氏。重慶下，妻姚氏，弟慶元；庠元。